# Parafia Najświętszej Maryi Panny z Guadalupe i św. Jana Diego w Żychlinie
Parafia Najświętszej Maryi Panny z Guadalupe i św. Jana Diego – rzymskokatolicka parafia położona we wsi Żychlin, w gminie Stare Miasto, w powiecie konińskim. Administracyjnie należy do diecezji włocławskiej (dekanat koniński I).

## Kościoły
- kościół parafialny: Kościół NMP z Guadalupe i św. Jana Diego w Żychlinie